# Gazi Warriors 2024
Questa voce raccoglie le informazioni riguardanti i Gazi Warriors nelle competizioni ufficiali della stagione 2024.

## 1. Lig 2024

### Stagione regolare
| Ankara 9 marzo 2024, ore 13:00 1ª giornata | Gazi Warriors | 16 – 20 | ODTÜ Falcons | ODTÜ Falcons Arena |

| Pursaklar 16 marzo 2024, ore 12:30 2ª giornata | Gazi Warriors | 20 – 7 | Istanbul Bulls | Pursaklar Saray Stadı |

| Ankara 6 aprile 2024, ore 18:00 3ª giornata | Gazi Warriors | 9 – 14 | ITÜ Hornets | Çubuk Şehir Stadı |

| Düzce 20 aprile 2024, ore 17:00 4ª giornata | Gazi Warriors | 19 – 15 | Koç Rams | Düzce Üniversitesi Futbol Sahası |

| Istanbul 28 aprile 2024, ore 14:00 5ª giornata | Boğaziçi Sultans | 21 – 12 | Gazi Warriors | Anadolu Hisar Kampüsü Spor Tesisler |

| Ankara 11 maggio 2024, ore 21:30 6ª giornata | Gazi Warriors | 16 – 13 | Istanbul Bisons | Yeni Mahalle Hasan Doğan Stadyumu |

| Smirne 19 maggio 2024, ore 19:00 7ª giornata | İzmir Halcyons | 43 – 25 | Gazi Warriors | Balçova Spor Kompleksi |

### Playoff
| Istanbul 26 maggio 2024, ore 17:30 Semifinale | Koç Rams | 41 – 12 | Gazi Warriors | Koç Üniversitesi Stadyumu |

## Statistiche di squadra
| Competizione      | %Vittorie | In casa | In casa | In casa | In casa | In casa | In casa | In trasferta | In trasferta | In trasferta | In trasferta | In trasferta | In trasferta | Totale | Totale | Totale | Totale | Totale | Totale |
| Competizione      | %Vittorie | G       | V       | N       | P       | Pf      | Ps      | G            | V            | N            | P            | Pf           | Ps           | G      | V      | N      | P      | Pf     | Ps     |
| ----------------- | --------- | ------- | ------- | ------- | ------- | ------- | ------- | ------------ | ------------ | ------------ | ------------ | ------------ | ------------ | ------ | ------ | ------ | ------ | ------ | ------ |
| Stagione regolare | .429      | 5       | 3       | 0       | 2       | 80      | 69      | 2            | 0            | 0            | 2            | 37           | 64           | 7      | 3      | 0      | 4      | 117    | 133    |
| Playoff           | .000      | 0       | 0       | 0       | 0       | 0       | 0       | 1            | 0            | 0            | 1            | 12           | 41           | 1      | 0      | 0      | 1      | 12     | 41     |
| Totale            | .375      | 5       | 3       | 0       | 2       | 80      | 69      | 3            | 0            | 0            | 3            | 49           | 105          | 8      | 3      | 0      | 5      | 129    | 174    |